# Qingdaoella concinna
Qingdaoella concinna is een mosdiertjessoort uit de familie van de Tubuliporidae. De wetenschappelijke naam van de soort is, als Tubulipora concinna, voor het eerst geldig gepubliceerd in 1885 door MacGillivary.